# 温泉神社 (雲仙市)
温泉神社（うんぜんじんじゃ）は、長崎県雲仙市小浜町雲仙の湯町に鎮座する神社。
神仏習合により当神社を管理する別当寺として温泉山満明寺が開かれた。「雲仙」は古くは「温泉（うんぜん）」と表記され、これは温泉山満明寺の山号に由来するとされる。

## 祭神
白日別命（しらひわけのみこと）、速日別（はやひわけ）命、豊日別（とよひわけ）命、建日向日豊久士比泥別（たけひむかひとよくじひねわけ）命、建日別（たけひわけ）命を祀る。『古事記』上巻では一身四面の神が筑紫嶋（九州）を鎮護するとされ、筑紫国は白日別、豊国は豊日別、肥国は建日向日豊久士比泥別、熊曾国は建日別の名が記され四柱の神として祀られた。そこから「四面宮」とも称された。

## 歴史

### 由緒
『温泉山縁起書』によると大宝元年（701年）に行基が仏法紹隆の大願を起こし、堂塔伽藍の建設を文武天皇に願い出たところ免田が寄付され、温泉山満明寺を開くとともに四面菩薩（温泉神社）を勧請して温泉山の鎮守にしたとされる。『歴代鎮西要略』にも「大宝元年辛丑、肥州高來郡温泉神垂跡」と記され西暦701年の鎮座とする。
温泉神社には分身末社として、山田神（雲仙市吾妻町の温泉神社）、有江神（南島原市有家町の温泉神社）、千千石神（千々石温泉神社）、伊佐早神（諫早神社）が勧請された（温泉四面神社）。このほかにも島原半島内には温泉神社を称する神社が十数社ある。1875年（明治8年）の「神社明細調帳」によると島原半島の「温泉神社」として18社が記載されている。
貞観2年（860年）に従五位下から従五位上に昇叙された「温泉神」に比定され、中古には「四面宮（しめんぐう、しめのみや）」と称していた。弘安4年（1281年）の元寇に際しては元陣に一身四面の勇士が現れ、「吾は肥前国温泉社なり云々」と称したと伝える。

### 近世以降
16世紀後半になると九州のキリシタン宣教師と山伏（修験道）との間に対立が生じていた。龍造寺隆信の脅威を受けていた有馬晴信は政治的背景などもあり1580年（天正8年）にキリスト教の洗礼を受け、以後領内では寺社が排斥を受けた。さらに島原の乱（島原天草一揆）で温泉山満明寺はすべての堂宇を失った。
その後、領主となった高力忠房によって満明寺などが再建され、神仏混淆の山岳信仰が再興された。
明治2年（1869年）の神社改正により筑紫国魂神社と改称。さらに明治5年（1872年）の神仏分離令で修験者（山伏）らは還俗の通達を受け、温泉神社や満明寺一条院などそれぞれ独立した。
大正4年（1915年）に温泉神社と復称、翌5年（1916年）、県社に昇格した。
雲仙岳の山頂付近には奥の宮である 普賢神社があったが噴火により損害を被った(噴火したのもこの神社付近とされている)がのちに再建。